# ويكمب واندررز
نادي ويكمب واندررز لكرة القدم (بالإنجليزية: Wycombe Wanderers Football Club)‏ هو فريق كرة قدم من مدينة هاي ويكومب في المملكة المتحدة، أُسس بتاريخ 1886، يلعب في الدوري الإنجليزي الدرجة الاولى، في Adams Park ‏، يدرب النادي غاريث أينوورث.

## وصلات خارجية
- الموقع الرسمي